# ザリガニの鳴くところ
『ザリガニの鳴くところ』（ザリガニのなくところ、Where the Crawdads Sing）は2022年のアメリカ合衆国のドラマ映画。監督はオリヴィア・ニューマン、主演はデイジー・エドガー＝ジョーンズが務めた。本作はディーリア・オーウェンズが2018年に発表した同名の小説を原作としている。

## ストーリー
1969年、ノースカロライナ州の湿地帯で町の人気者チェイスが死体となって発見され、"湿地の娘"と呼ばれ蔑まれる変わり者の孤児カイア(キャサリン・クラーク)が容疑者として逮捕される。引退した弁護士のトム・ミルトンが弁護する。
牢の中で、カイアは過去を回想する。
1953年、幼いカイアは家族と湿地帯で暮らしている。母親や兄たちは暴力的な父親から次々と逃げ去り、やがて父も去って家には幼いカイアだけが残される。学校には通わず、他人との付き合いもせず、食用のムール貝を採ってはジャンピンとメイベル夫妻の雑貨店に持ち込んで必需品に替え、生き延びるカイヤ。
1962年、カイアはグループホームに収容しようとする町の福祉課から隠れる。兄の幼馴染だったテイトに再会し、読み書きや計算を教わる。カイアは旺盛に読書を始める。2人は恋に落ちるも、テイトは大学に進学するために都会へ行く。会いに戻る約束をするも音信不通となるテイト。
1968年、カイアは湿地の生物を美しい絵で記録し続ける。滞納している財産税を払わないと家を失うと知り、スケッチを本にして売るために出版社に送る。近くの町に暮らすプレイボーイの青年チェイスが、身体目当てでカイヤに接近して来る。
1969年、テイトが大学を卒業して故郷に帰り、生物の研究所に勤める。カイアに約束を破ったことを謝罪するも許されない。カイアはチェイスに婚約者がいたことを知り、ショックを受けて関係を断つ。カイアの本が出版され、それを見た生き別れの兄が湿地の家を訪ねて母の死を告げる。チェイスは執拗にカイアに付きまとい続け、レイプしようとし更には家を荒らす。
カイアを被告とした裁判が始まる。チェイスの遺体からは、カイアが贈った貝のネックレスが消えており、犯行後にカイアが持ち去ったと疑われる。カイアには、チェイスの死亡時に別の町にいたアリバイがあったが、検察はカイアが夜行バスで往復して殺人を行ったと主張する。ミルトンは、カイアを蔑んできた町の人々で構成されている陪審員に偏見を捨てるよう訴えかけ、事故死の可能性を示して無罪を勝ち取る。
カイアとテイトは結婚し、残りの人生を共に湿地で暮らす。二人はともに老い、ある日、テイトはカイアがボートの中で死んでいるのを見つける。そして、彼女の遺した日記の中に、「時には獲物が捕食者を殺さなければならない」との記述とチェイスの似顔絵、さらに貝のネックレスを見つけ、テイトはカイアがチェイスを殺した可能性を悟る。

## キャスト
※括弧内は日本語吹替。
- キャサリン・クラーク（カイア）：デイジー・エドガー＝ジョーンズ（高橋雛子） - "湿地の娘"
  - 子供時代のキャサリン・クラーク：ジョジョ・レジーナ
  - 70代半ばになったキャサリン・クラーク：レスリー・フランス
- テイト・ウォーカー：テイラー・ジョン・スミス（近松孝丞） - カイアの友人
  - 子供時代のテイト・ウォーカー：ルーク・デヴィッド・ブラム
  - 70代半ばになったテイト・ウォーカー：サム・アンダーソン
- チェイス・アンドリュース：ハリス・ディキンソン（小林親弘）- 町の人気者
- ジャンピン：スターリング・メイサー・Jr（楠見尚己） - 湿地帯の売店店主
- メイベル：マイケル・ハイアット（斉藤こず恵） - ジャンピンの妻
- トム・ミルトン：デヴィッド・ストラザーン（牛山茂）- 引退した弁護士
- ジョー・パデュー：ジェイソン・ワーナー・スミス - 町の保安官
- ジャクソン・クラーク：ギャレット・ディラハント - カイアの父親
- ジュリアンヌ・クラーク：アーナ・オライリー - カイアの母親
- エリック・チャステイン：エリック・ラディン - 検事

## 製作
2018年12月7日、フォックス2000ピクチャーズがディーリア・オーウェンズの小説『ザリガニの鳴くところ』の映画化権を獲得し、リース・ウィザースプーンらと共同で製作にあたるとの報道があったが、同社は後に企画から離脱した。2020年3月、ルーシー・アリバーが脚色を手掛けることになった。7月21日、オリヴィア・ニューマン監督の起用が発表された。10月、デイジー・エドガー＝ジョーンズの出演が決まった。
2021年1月25日、テイラー・ジョン・スミスとハリス・ディキンソンが本作に出演することになったと報じられた。3月、デヴィッド・ストラザーンの出演が決まった。4月、マイケル・ハイアット、ギャレット・ディラハント、アーナ・オライリー、スターリング・メイサー・Jr、ジョジョ・レジーナが起用された。6月、エリック・ラディンがキャスト入りした。

### 撮影・音楽
2021年4月中旬から6月中旬にかけて、本作の主要撮影がルイジアナ州のニューオーリンズとホウマで行われた。2022年3月7日、、マイケル・ダナが本作で使用される楽曲を手掛けるとの報道があった。6月24日、テイラー・スウィフトが歌う劇中歌「Carolina」がシングルとして発売された。7月15日、本作のサウンドトラックが発売された。

## 公開・マーケティング
当初、本作は2022年6月24日に全米公開される予定だったが、後に公開日は同年7月22日→7月15日と変更されていった。
2022年3月22日、本作のオフィシャル・トレイラーが公開された。5月17日、本作のオフィシャル・トレイラー第2弾が公開された。7月11日、本作はニューヨーク近代美術館でプレミア上映された。

## 興行収入
本作は『Paws of Fury: The Legend of Hank』及び『ミセス・ハリス、パリへ行く』と同じ週に封切られ、公開初週末に1000万ドル前後を稼ぎ出すと予想されていたが、実際の数字はそれを上回るものとなった。2022年7月15日、本作は全米3650館で公開され、公開初週末に1725万ドルを稼ぎ出し、週末興行収入ランキング初登場3位となった。雑誌『フォーブス』はこの数字について「大人の女性をターゲットにした非フランチャイズ作品が劇場公開される可能性を高めたという意味でも大勝利である」という趣旨の評価を下している。

## 評価
本作に対する批評家の評価は芳しいものではない。映画批評集積サイトのRotten Tomatoesには186件のレビューがあり、批評家支持率は34%、平均点は10点満点で5.2点となっている。サイト側による批評家の見解の要約は「デイジー・エドガー＝ジョーンズは持てる力の全てを捧げている。しかし、結局のところ、『ザリガニの鳴くところ』は原作小説を再構成して、雰囲気に不自然なところがないドラマを作り上げることができなかった。」となっている。また、Metacriticには46件のレビューがあり、加重平均値は43/100となっている。なお、本作のCinemaScoreはA-となっている。